# آکنه هالوژن
آکنه هالوژن به انگلیسی: Halogen acne توسط یدیدها، برومیدها و فلوریدها (هالوژن‌ها) ایجاد می‌شود که باعث ایجاد نوعی فوران آکنه‌ای می‌شود مشابه آنچه در استروئیدها مشاهده می‌شود.